# 孔冰原島峰
孔冰原島峰（英語：Cone Nunatak）是南極洲的冰原島峰，位於特里尼蒂半島，處於巴特里斯山東南6公里的塔巴林半島，海拔高度350米，現時由南極條約體系管理。